# Paco Celdrán
Francisco José Celdrán Jara más conocido como Paco Celdrán (n. Valencia; 21 de abril de 1972) es un actor de teatro, cine y televisión e ilustrador español.

## Biografía
Paco Celdrán nació el 21 de abril de 1972 en Puerto de Sagunto, Valencia. En 1995 se trasladó a
Madrid a estudiar interpretación e iniciar su formación en el Estudio Corazza para el Actor,
ampliando su entrenamiento con Fernando Piernas entre otros.
Debutó profesionalmente en el año 2000 en el Centro Dramático Nacional con La visita de la vieja dama de Friedrich Dürrenmatt con dirección de Juan Carlos Pérez de la Fuente.
Sus primeros trabajos en televisión y cine son en la serie de Antena 3 Policías, en el corazón de la calle y en la película El principio de Arquímedes dirigida por Gerardo Herrero.
Va alternando la televisión interpretando personajes en las series Hermanos y detectives, Gran Hotel o Velvet, con espectáculos de teatro como Un enemigo del pueblo de Henrik Ibsen con
dirección de Gerardo Vera en el Centro Dramático Nacional, El ignorante y el demente de
Thomas Bernhard producción de Galanthys Teatro que se estrenó en el Circulo de Bellas Artes y
dirigida por Joaquim Candeias, o ¿Qué haces mañana? de Fran Antón y Diego Sabanés con dirección de Quino Falero en la Sala Azarte de Madrid.
En 2012 fue uno de los actores elegidos por el director Michael Haneke para el reparto
de su versión de Così fan tutte de Wolfgang Amadeus Mozart en el Teatro Real. Ese mismo año
estrenó la película Sleepless Knights, producción alemana dirigida por Stefan Butzmülen y
Cristina Diz.
En 2015 volvió al Centro Dramático Nacional para interpretar el personaje de Santiago Peñafiel en
El laberinto mágico de Max Aub con versión de José Ramón Fernández y dirección de Ernesto Caballero.
Siguió realizando trabajos en televisión en series como La catedral del mar, Traición o Centro médico. En 2019 se incorporó al reparto de Mercado central, en la que interpretó el personaje de Antonio Lucena en varios episodios.
En teatro también interpretó personajes de textos propios como dramaturgo en obras como Bien Puestos con dirección de Sara Pérez estrenada en la Sala Tú en Madrid, Turno de noche dirigido por José Luis Sixto y Sara Pérez o Abandona tu empeño y ven conmigo bajo la dirección de
Nacho Redondo, estas dos últimas obras estrenadas en Microteatro Por Dinero.
En el Teatro Real formó parte del reparto de las producciones Dead man walking de Jake Heggie
dirigido por Leonard Foglia y Viva la mamma (le convenienze ed inconvenienze teatrali) de
Gaetano Donizetti con dirección de Laurent Pelly. En 2024 estrenó en el Teatro de la Zarzuela la producción Marina de Emilio Arrieta dirigida por Bárbara Lluch.

## Trabajos

### Series de televisión
| Año  | Título                | Personaje                | Cadena      | Notas          |
| ---- | --------------------- | ------------------------ | ----------- | -------------- |
| 2020 | Historias de Alcafrán | Jesús                    | TVE1        | 1 episodio     |
| 2020 | El instante decisivo  | Guardia civil            | Atresplayer | Película de TV |
| 2019 | Mercado central       | Antonio Lucena           | TVE         | 3 episodios    |
| 2018 | La catedral del mar   | Guardia                  | Antena 3    | 1 episodio     |
| 2018 | Centro médico         | Gustavo Vergara          | TVE         | 1 episodio     |
| 2018 | Traición              | Guardia civil            | TVE         | 1 episodio     |
| 2014 | Velvet                | Policía                  | Antena 3    | 1 episodio     |
| 2013 | Così fan tutte        | Party guest              |             | Película de TV |
| 2013 | Gran hotel            | Oficial Tribunal Militar | Antena 3    | 1 episodio     |
| 2007 | Hermanos y detectives | Policía                  | Telecinco   | 1 episodio     |
| 2002 | Desenlace             | Matón                    | Antena 3    | 1 episodio     |
| 2002 | Paraíso               | Charli                   | TVE         | 1 episodio     |
| 2002 | Policías              | Dueño tienda             | Antena 3    | 1 episodio     |

### Cine
| Largometrajes | Largometrajes              | Largometrajes | Largometrajes                    | Largometrajes |
| Año           | Título                     | Papel         | Director                         | Notas         |
| ------------- | -------------------------- | ------------- | -------------------------------- | ------------- |
| 2012          | Sleepless Knights          | Guardia civil | Stefan Butzmühlen y Cristina Diz | Secundario    |
| 2004          | El principio de Arquimedes | Hombre fiesta | Gerardo Herrero                  | Secundario    |

| Cortometrajes | Cortometrajes | Cortometrajes | Cortometrajes         | Cortometrajes |
| Año           | Título        | Papel         | Director              | Notas         |
| ------------- | ------------- | ------------- | --------------------- | ------------- |
| 2017          | Pepe se peina | Pepe          | José Manrique de Lara | Protagonista  |

### Teatro
- Marina de Emilio Arrieta. Dirección: Bárbara Lluch. Teatro de la Zarzuela. 2024
- Viva la mamma (Le convenienze ed inconvenienze teatrali) de Gaetano Donizetti. Dirección: Laurent Pelly. Teatro Real. 2021
- Dead man walking de Jake Heggie. Dirección: Leonard Foglia - Teatro Real. 2018.
- Abandona tu empeño y ven conmigo de Paco Celdrán. Dirección: Nacho Redondo. Microteatro Por Dinero. 2016.
- EL laberinto mágico de Max Aub, versión de José Ramón Fernández. Dirección: Ernesto Caballero. Centro Dramático Nacional. 2015/17
- ¿Quién, yo? de Javier Enguix. Dirección: Javier Enguix. 2015.
- Bien puestos de Paco Celdrán. Dirección: Sara Pérez. 2015.
- Così fan tutte de Wolfgang Amadeus Mozart. Dirección: Michael Haneke. Teatro Real. 2013.
- Turno de noche[6] de Paco Celdrán. Dirección: Sara Pérez y José Luis Sixto. Microteatro Por Dinero. 2012.
- ¿Qué haces mañana? de Fran Antón y Diego Sabanés. Dirección: Quino Falero. 2011.
- El ignorante y el demente de Thomas Bernhard. Dirección: Joaquim Candeias. Galanthys Teatro. 2009.
- Destellos de Paco Celdrán. Dirección: Paco Celdrán. 2008.
- Un enemigo del pueblo de Herrik Ibsen. Dirección: Gerardo Vera. Centro Dramático Nacional. 2007.
- Los pies en el cielo de Paco Celdrán. Dirección: Paco Celdrán. 2006.
- La visita de la vieja dama de Friedrich Dürrenmatt. Dirección: Juan Carlos Pérez de la Fuente. Centro Dramático Nacional. 2000.